# بیلی هامفریس
بیلی هامفریس (انگلیسی: Billy Humphreys؛ زادهٔ 1884) بازیکن فوتبال اهل پادشاهی متحد بریتانیای کبیر و ایرلند است.